# Jan Cami
Jan Lieven Jo Cami (Aalst, 11 november 1972) is een Belgisch sterrenkundige. Hij is sinds januari 2007 verbonden aan de University of Western Ontario in het Canadese London en is actief binnen het mee door NASA gefinancierde SETI Institute in Mountain View, Californië.
Hij studeerde in 1995 af aan de Katholieke Universiteit Leuven als licentiaat sterrenkunde met de dissertatie "Fotometrische en spektroskopische studie van de post-AGB ster HD213985". Hij was dat jaar ook de preses van Wina. In 1996 rondde hij een internationale masteropleiding in Portugal en Nederland af.
Hij promoveerde aan de Universiteit van Amsterdam in 2002 met het proefschrift "Molecular gas and dust around evolved stars". Van 2003 tot 2007 was hij verbonden aan het Ames Research Center onderzoekscentrum van de NASA.
Hij bestudeert onder andere moleculaire spectroscopie, mineralogie van het stof in ontwikkelende sterren en diffuse interstellaire banden (DIBs).
Op 22 juli 2010 verscheen in Science de publicatie waarvan hij als hoofdauteur wordt vermeld over de ontdekking van grote koolstofmoleculen met 60 en 70 atomen, geordend in voetbalachtige vorm ("buckyballs" of Buckminsterfullereen) in het heelal. Het zijn de grootste moleculen die ooit in de ruimte werden aangetroffen. De ontdekking gebeurde met de NASA Spitzer infrarood ruimtetelescoop. De ontdekking werd onder meer door Nobelprijswinnaar Harry Kroto als uiterst belangwekkend aangeduid.
Cami woont in Mountain View en London met zijn partner en collega astronoom Prof. Dr. Els Peeters.
In 2023 werd een asteroïde naar hem vernoemd.

## Beperkte bibliografie[4]
- Detection of C60 and C70 in a Young Planetary Nebula, Jan Cami, Jeronimo Bernard-Salas, Els Peeters, Sarah Elizabeth Malek, Science, July 22, 2010